# Chiché (Deux-Sèvres)
Chiché település Franciaországban, Deux-Sèvres megyében. Lakosainak száma 1689 fő (2022. január 1.). Chiché Amailloux, Boismé, Boussais, Bressuire, Clessé, Faye-l’Abbesse és Maisontiers községekkel határos.

## Népesség
A település népességének változása:
| Lakosok száma | 1669 | 1682 | 1715 | 1690 | 1693 | 1695 | 1688 | 1682 | 1689 |
|               | 2013 | 2015 | 2016 | 2017 | 2018 | 2019 | 2020 | 2021 | 2022 |